# 3-Minute Warning
3-Minute Warning fue un tag team heel de lucha libre profesional compuesto por los primos Matt Anoa'i y Eddie Fatu, famoso principalmente por sus apariciones en la World Wrestling Entertainment.

## Historia
En 1996, Matt y Eddie fueron traídos a la World Wrestling Federation (WWF) para tomar parte en un angle con el hermano de Eddie Solofa Fatu quien trabajaba bajo su nombre real y con un gimmick en el que quería ser una influencia positiva para los niños y que quería "hacer una diferencia" en los barrios del centro de la ciudad. Eddie y Matt fueron traídos como dos "mafiosos" silenciosos que veían las luchas de Fatu desde la rampa de entrada y lo asechaban por arenas, lo que lo ponía nervioso. Ninguno de esos gimmicks duró mucho tiempo, y Matt y Eddie fueron enviados a entonces territorio de desarrollo de la WWF, la Heartland Wrestling Association (HWA). Allí ellos utilizaron los nombres de Ekmo Fatu (Eddie) y Kimo (Matt), con el nombre de equipo siendo The Island Boyz. Ellos ganarían el Campeonato en Parejas de la HWA una vez y por ese tiempo Haku sirvió como su mánager. Dejaron la HWA juntos y en el año 2000 viajaron a Japón para luchar para Frontier Martial-Arts Wrestling, donde ganaron el Campeonato en Parejas Hardcore de la FMW. Al año siguiente volvieron a Estados Unidos para luchar por Memphis Championship Wrestling, donde de nuevo ganaría oro, consiguiendo el Campeonato Sureño en Parejas de la MCW en tres ocasiones en el lapso de un mes.

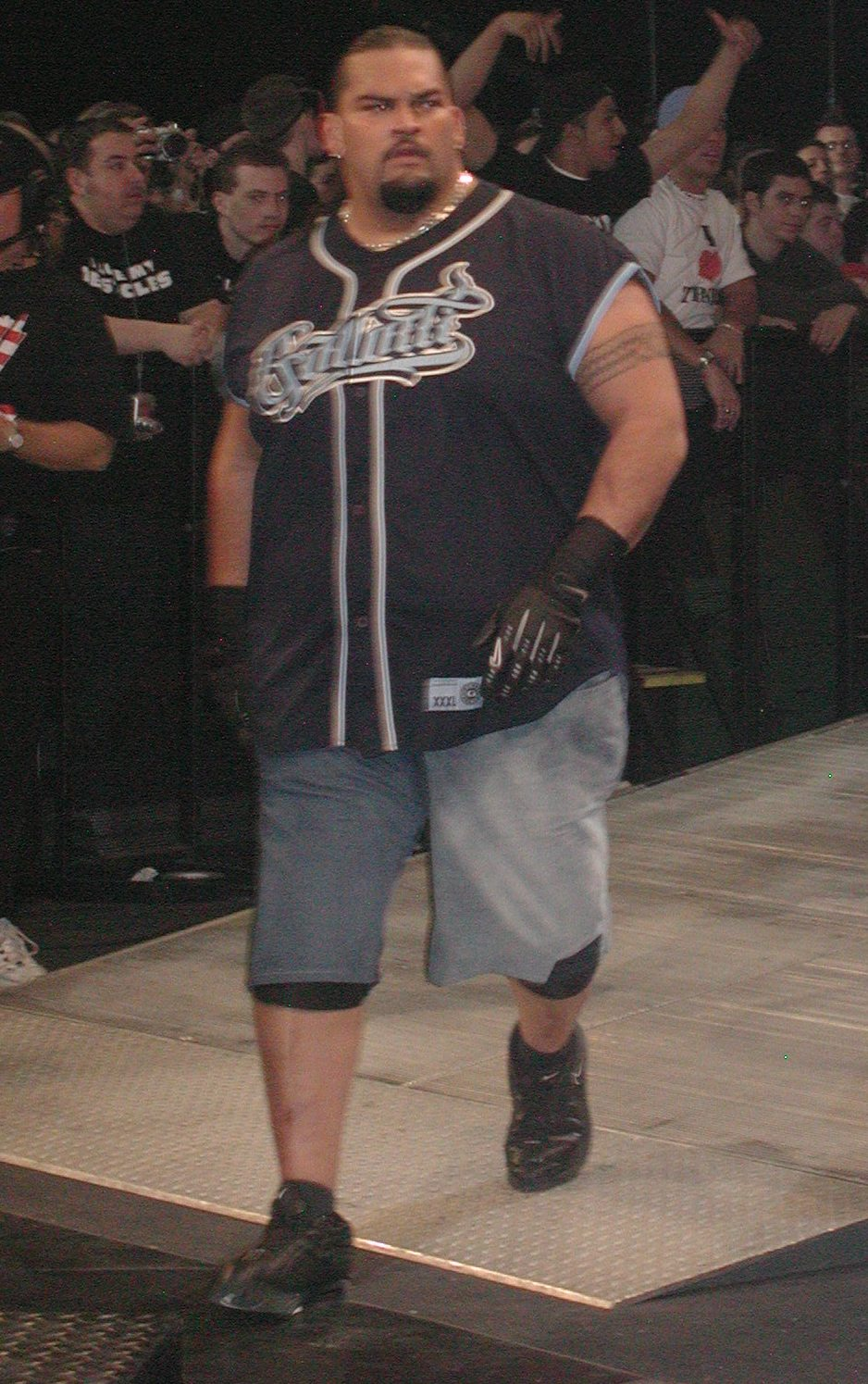
Anoa'i como Rosey durante su tiempo en 3-Minute Warning.

En 2002 volvieron a la ahora renombrada World Wrestling Entertainment como enforcers para el Gerente General de la marca Raw Eric Bischoff. Ahora conocidos como Jamal (Eddie) y Rosey (Matt), el equipo fue utilizado para aplastar cualquier actividad en el ring que Bischoff considerara "aburrida". Hicieron su debut en el episodio del 22 de julio de Raw, interrumpiendo una lucha entre D'Lo Brown y Shawn Stasiak que había sido asignada anteriormente un tiempo límite de tres minutos. Cuando el tiempo expiró, Rosey y Jamal entraron a través de la multitud y atacaron a ambos hombres, para el deleite de Bischoff, quien observaba desde la entrada. El gimmick continuó durante las próximas semanas, con Bischoff dando tres minutos a los luchadores para entretenerlo antes de que fueran atacados, o decidir que tres minutos de un segmento eran suficientes antes de que apareciera el equipo para terminarlo. Como resultado de ese período de tiempo, el equipo llegó a ser conocido como 3-Minute Warning.
Durante el episodio del 12 de septiembre de SmackDown! 3-Minute Warning y Eric Bischoff irrumpieron en la "ceremonia de compromiso" llevada a cabo para el equipo de Billy & Chuck. Después de esto Rico, el mánager de Billy & Chuck, comenzó a dirigir a 3-Minute Warning de tiempo completo. Con Rico a su lado se enlazaron en una rivalidad con The Dudley Boyz (Bubba Ray y Spike) y Jeff Hardy, que resultó en su lucha de más alto perfil como equipo, un Elimination Tables match en el evento Survivor Series de noviembre.
El equipo permaneció en baja notoriedad hasta junio de 2003, cuando Jamal fue despedido de la WWE, según los informes, después de su participación en una pelea en un bar. Rosey fue entonces a formar un equipo de superhéroes con The Hurricane, mientras que Jamal luchó por un corto tiempo en Total Nonstop Action Wrestling bajo su nombre "Ekmo Fatu" antes de regresar a WWE y ser reintroducido como Umaga. Fue finalmente despedido una vez más y más tarde murió en 2009. En abril de 2017, tan solo 8 años después de la partida de su primo, Rosey fallecería a la edad de 47 a causa de una Insuficiencia cardíaca.

## En lucha
- Movimientos finales
  - Samoan drop de Rosey seguido de diving splash de Jamal[1]

- Mánagers
  - Haku
  - Rico

## Campeonatos y logros
- Frontier Martial-Arts Wrestling
  - FMW/WEW Hardcore Tag Team Championship (1 vez)[4]

- Heartland Wrestling Association
  - HWA Tag Team Championship (1 vez)[5]

- Memphis Championship Wrestling
  - MCW Southern Tag Team Championship (3 veces)[6]

- Wrestling Observer Newsletter
  - Peor equipo (2002)